# 聖母子 (ドゥッチョ、メトロポリタン美術館)
『聖母子』（せいぼし、伊: Madonna Stroganoff）は、13世紀後半から14世紀初頭にかけて最も影響力のあった芸術家の1人、ドゥッチョ・ディ・ブオニンセーニャによって描かれた絵画である。西洋美術の歴史を通して見られるこの聖母子の象徴的なイメージは、その後何世紀にもわたって進化し続けることになる宗教的主題の様式的革新という点で重要な価値を有している。

## 概要と影響
27.9 cm × 21 cmという作品の小さなサイズを、より大きく、より輝かしい祭壇画や大規模なフレスコ画と比較すると、『聖母子』は親密で、個人祈祷用の像であると理解される。このように理解することを促す要素として、画面と一体となった本来の額縁の底辺部の焦げつきを挙げることができる。焦げつきは、絵画の真下に置かれていたらしいロウソクを燃やしたことで引き起こされた可能性が高いのである。画面の唐突な単純さの背後に目を向けると、14世紀初頭にドゥッチョが宗教的人物の描写に適用していた変化を理解することができるようになる。ドゥッチョは、ジョット・ディ・ボンドーネのような当時の他の革新的なイタリアの芸術家の後を追いかけていた。2人とも、純粋に象徴的なビザンチン美術とイタリア的ビザンチン美術の規範を超えて、鑑賞者と絵画の事物との間により身近な関連性を創造しようとしていた。たとえば、絵画の下部にある欄干は、鑑賞者が聖母マリアと幼子キリストとの間のひと時に見入るための視覚的な誘いとして機能している。同時に、欄干は、俗世界と神聖な世界との間の障壁としても機能している。

## 美的影響
本作は、ドゥッチョの人文主義への関心を示す他の多くの要素に満ちている。それらの要素とは、聖母とキリストの膝の上に柔らかく掛かった衣服、キリストの未来を予期している聖母の凝視に伸ばされたキリストの手、衣服に用いられている明るい色彩、そして聖母のヴェールの内側の層に見られる精緻な細部である。後のシエナ絵画の感性を形作り、美術史においてドゥッチョの聖母子像にふさわしい注目と説得力を与えるのは、これらの明確な特質である。本作品に見られる他の細部表現はビザンチン美術の伝統にとどまり、ドゥッチョの初期の作品を特徴づけるものであるが、より革新的な特質は時間の経過とともに優位性を持つようになる。工具による金地の細部表現は細かく、一目で理解するのは難しいが、画像に重要な要素を付け加えている。光輪と外縁部には穴開けによるデザインが採用され、すべて手作業でなされた。

## 所有の歴史
1200年代と1300年代の絵画には通常のことであるが、19世紀半ば以前の本作の所有者と所在はわかっていない。作品の最初の知られている所有者は、ロシアのグレゴリ・ストロガノフ伯爵（1829–1910年）であり、どの芸術家にも帰属されていない状況で、作品を画商の店で見つけたと述べた。 1904年に伯爵は、作品をシエナのパラッツォ・プブリコでの展覧会、「シエナ古典芸術展（Mostra d'arte antica senese）」に貸し出した。伯爵は作品をローマの自身の宮殿に保管した。
1904年の「シエナ古典芸術展」のレビューで述べられているように、美術史家のメアリー・ローガン・ベレンソンは、この作品がドゥッチョの「最も完璧な」作品のうちの1つであると信じた。したがって、本作が展覧会の鑑賞者、特に芸術と美術史の分野の鑑賞者に畏敬の念を喚起したことは驚くに値しない。1910年にストロガノフ伯爵が亡くなった後、作品はアドルフ・ストクレ（1871〜 1949年）が収集した美術コレクションに加わり、そのため、作品の名称は『ストクレの聖母』となった。ストクレは、自身の豊かな芸術のコレクションを非常に注意深く扱うと考えられていた。そして、作品の独特で、かつ非常に危うい性質を保持するため、最も理想的な環境に保管した。ドゥッチョの本作は、1930年と1935年にわずかの展覧会で展示され、ストクレの家で選ばれた、ごく一部の客にだけ鑑賞された。
1949年にストクレと彼の妻が亡くなった後、夫妻の2人の子供たちは、ストクレの残りの作品とともにドゥッチョの『聖母子』を相続した。取得が熱望されていた本作は研究者にとって興味深いものであったが、幸いにも絵画の制作時期とその修復過程を記録した写真は別として、研究者は作品に接することができなかった。作品が修復される前の写真と、その後のマイナーな補筆はすべて、現在、鑑賞者に1300年に制作された本来の絵画の過去と本当の印象を明らかにしている。本作は、2004年の秋にメトロポリタン美術館によって推定4500万米ドルで熱狂的に取得された  。作品は、美術史上における美的意義だけでなく、ドゥッチョの既知の絵画が世界に13点しかないため、非常に価値のある購入であった。

## 論争
ドゥッチョの『聖母子』の一番正確な制作年がいつであるかについて、研究者の間で論争がある。作品のかなり確実な制作年が1300年頃に見積もられるとはいえ、20年以上の前後の幅があり、研究者はその説明をしていない。絵画の特質は、聖母の楕円形の顔と優雅な長い鼻、また幼子キリストの「大人の体型の子供」の要素といったビザンチン様式であるという事実がある。そのため、作品がいつ制作されたかについてのコンセンサスが欠如しているのである。しかし、もちろん、現在最も正確であると認められている時期に絵画を適切に帰属するだけの、多くの革新的な要素がある。聖母子と幼子キリストの間の人間的な特質、そして優雅な布の描写に加えて、大理石の欄干は絵画の意図を表す顕著な細部であり、鑑賞者がより画像に感情移入することを促す視覚的な誘いとして機能している。この概念は、本作に続く無数の絵画に継承されることになる。

## 帰属
ニューヨークのコロンビア大学の美術史教授である故ジェームズ・ベックは、メトロポリタン美術館が1300年の制作とするドゥッチョの『聖母子』は、様式的な根拠に基づいて、19世紀の芸術家の作品か、偽造者の作品であると信じていた。ベックは、絵画の質の低さ、および1300年当時にはまだ登場していなかったとベックが主張した内容的要素を指摘した。ベックは次のように述べている。「控えめな小さな絵は、聖母子の前に欄干を設置することで西洋絵画の未来への飛躍を表すと、私たちは信じるよう求められている。この特徴は中世の絵画ではなくルネサンス絵画の特徴であり、絵画の推定制作年から100年後にようやく生まれるものである・・・」 。ベックの結論は、2007年の著書『ドゥッチョからラファエロへ：危機にある鑑定』に掲載され、ロンドン・ナショナル・ギャラリーにある絵画、『カーネーションの聖母』のラファエロへの帰属についても異議を唱えている。
メトロポリタン美術館のヨーロッパ絵画のキュレーターであるキース・クリスティアンセンは、ベックの主張に異議を唱えている。画家による他の既知の作品と関連させた本作の様式分析に加えて、美術館は木製パネルの構造、下絵、顔料組成を含む絵画の徹底的な調査を実施したが、それらがドゥッチョへの帰属と約1300年の制作年と一致するものであると、クリスティアンセンは述べている。また、「他の誰もが作品の品質と革新の印と見なしているものを、ベックは弱点と見なしている。絵画の時期と信憑性を疑う理由はない。」とも言っている。